# Liste der Monuments historiques in Challans
Die Liste der Monuments historiques in Challans führt die Monuments historiques in der französischen Gemeinde Challans auf.

## Liste der Bauwerke
| Bezeichnung            | Beschreibung              | Standort | Kennzeichnung | Schutzstatus | Datum | Bild           |
| ---------------------- | ------------------------- | -------- | ------------- | ------------ | ----- | -------------- |
| Commanderie de Coudrie | Erbaut im 12. Jahrhundert | (Lage)   | PA00110312    | Classé       | 1995  | weitere Bilder |
| Logis de La Vérie      | Erbaut im 17. Jahrhundert | (Lage)   | PA00110067    | Inscrit      | 1964  | weitere Bilder |

## Liste der Objekte

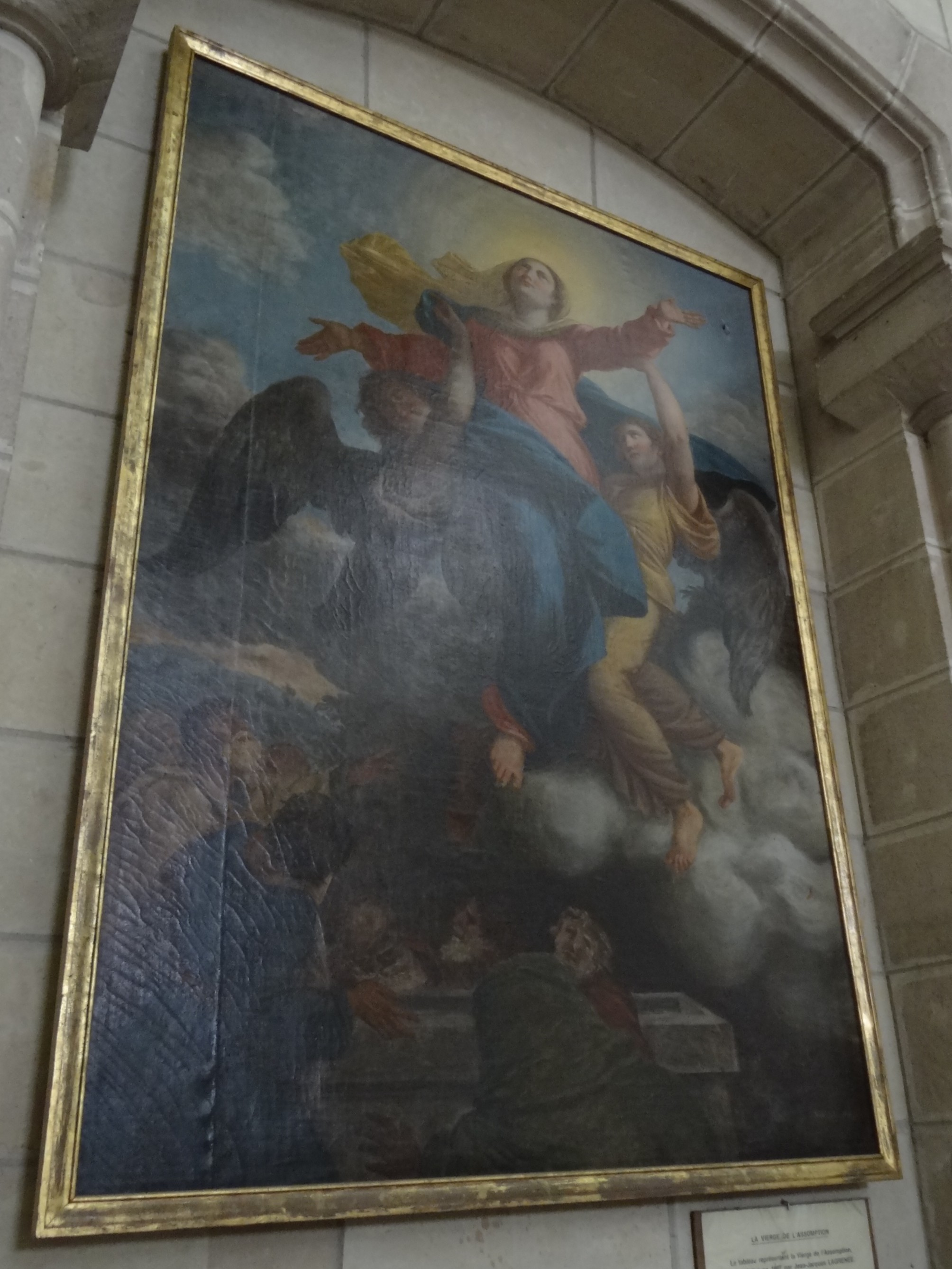
Ölgemälde Himmelfahrt Mariens von Jean-Jacques Lagrenée in der Himmelfahrtskirche (Anfang des 19. Jahrhunderts)

- Monuments historiques (Objekte) in Challans in der Base Palissy des französischen Kultusministeriums